# Worton, Wiltshire
Worton är en ort och civil parish i Storbritannien.   Den ligger i grevskapet Wiltshire och riksdelen England, i den södra delen av landet, 130 km väster om huvudstaden London. Worton ligger 59 meter över havet och antalet invånare är 624.
Terrängen runt Worton är huvudsakligen platt, men åt sydväst är den kuperad.Runt Worton är det ganska tätbefolkat, med 116 invånare per kvadratkilometer. Närmaste större samhälle är Devizes, 5,0 km nordost om Worton. Trakten runt Worton består till största delen av jordbruksmark.